# 戈羅霍韋茨
56°12′N 42°42′E / 56.200°N 42.700°E
戈羅霍韋茨（俄语：Горохове́ц）是俄羅斯弗拉基米爾州東部的一個城市，位克利亞濟馬河畔，東距弗拉基米爾157公里。2002年人口14,524人。
1158年建立，1778年設市。